# Льниха
Льниха (рос. Льниха) — село у Тогучинському районі Новосибірської області Російської Федерації.
Входить до складу муніципального утворення Реп'євська сільрада. Населення становить 589 осіб (2010).

## Історія
Згідно із законом від 2 червня 2004 року органом місцевого самоврядування є Реп'євська сільрада.

## Населення
| 1996 | 2002 | 2007 | 2010 |
| ---- | ---- | ---- | ---- |
| 552  | ↘546 | ↘542 | ↗589 |